# Jet Propulsion Laboratory

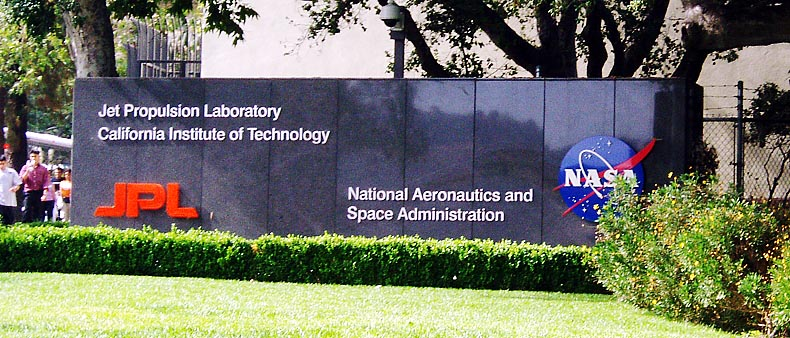
Portada del Jet Propulsion Laboratory a Pasadena, Califòrnia.

El Jet Propulsion Laboratory (o Laboratori de Propulsió a Raig, JPL per els seves sigles en anglès), ubicat a La Cañada Flintridge, a prop de Los Angeles, Califòrnia, EUA, construeix i opera sondes espacials no tripulades per a la National Aeronautics and Space Administration.
El JPL és un centre de recerca i desenvolupament finançat federalment, administrat i operat per Caltech sota contracte amb la NASA. Alguns dels projectes del JPL inclouen la missió Galileo a Júpiter i els rovers de Mart, incloent-hi el Pathfinder el 1997 i la missió Mars Exploration Rovers el 2003. JPL ha enviat missions no tripulades a cada planeta del sistema solar. Addicionalment, JPL també ha dut a terme missions extenses de cartografia a la Terra, i administra la Xarxa de l'Espai Profund, amb instal·lacions al desert de Mojave (Califòrnia), a Espanya, prop de Madrid, i a Austràlia, a prop de Canberra.

## Història

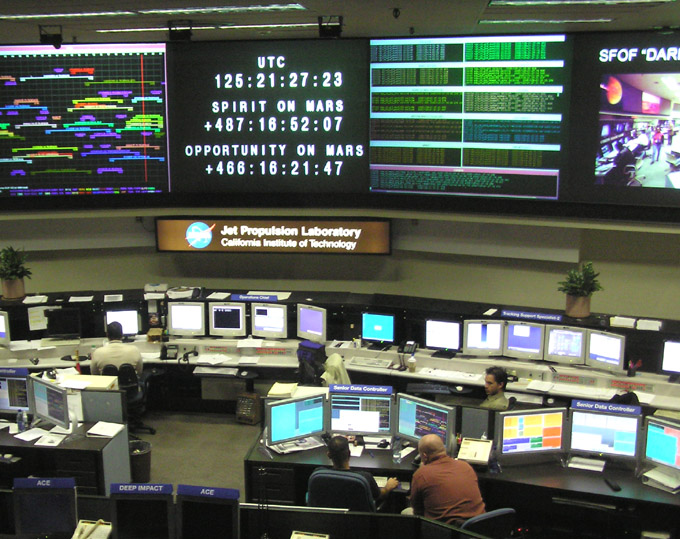
El centre de control del JPL.

Els començaments del JPL es remunten a la dècada del 1930, quan el professor Theodore von Kármán de Caltech va començar a dur a terme experiments de propulsió de coets al Laboratori Aeronàutic Guggenheim (GALCIT) a Arroyo Seco, al lloc on finalment s'ubicaria el JPL. JPL va ser cofundat el 1944 amb els científics de coets Tsien Hsue-shen i Jack Parsons, el que ha portat que algunes persones es refereixin al mateix en forma afectuosa com el «Jack Parsons Lab». Els estudiants graduats de Caltech Frank Malina, Qian Xuesen, Weld Arnold i Apollo M. O. Smith, juntament amb Jack Parsons i Edward S. Forman, van provar un petit motor alimentat amb alcohol per recopilar dades per a la tesi de postgrau de Malina. El director de la tesi de Malina era l'enginyer/aerodinamista Theodore von Kármán, qui finalment va aconseguir el suport financer de l'Exèrcit dels Estats Units per a aquest "Projecte Coet GALCIT" el 1939. En 1941, Malina, Parsons, Forman, Martin Summerfield i el pilot Homer Bushey van demostrar a l'Exèrcit els primers coets d'enlairament assistit per raig (JATO). En 1943, von Kármán, Malina, Parsons i Forman van crear l'Aerojet Corporation per fabricar els coets JATO. El projecte va adoptar el nom de Jet Propulsion Laboratory al novembre de 1943, convertint-se formalment en una instal·lació de l'Exèrcit operada sota contracte per la universitat. Malgrat el seu nom, JPL sempre s'ha centrat en el desenvolupament i la construcció de motors de coet, no turboreactors o altres tipus de motors de reacció; els coets eren sovint anomenats «raigs» o «ramjets» abans de mitjans dels anys 1940. Durant la Segona Guerra Mundial, l'Exèrcit dels Estats Units va demanar a les Forces d'Aire JPL per analitzar els coets V2 que van ser desenvolupats per l'Alemanya nazi, així com treballar en altres projectes per a l'esforç de guerra. El 1944, Parsons va ser expulsat a causa dels seus "mètodes de treball poc ortodoxos i insegurs" després d'una de diverses investigacions de l'FBI sobre la seva relació amb l'ocultisme, les drogues i la promiscuïtat sexual.
Durant els anys de JPL al servei de l'Exèrcit, el Laboratori ha desenvolupat dos sistemes d'armes que van ser implementades, MGM-5 Corporal i MGM-29 Sergeant, míssils balístics d'abast intermedi. Aquests míssils van ser els primers míssils balístics estatunidencs desenvolupats en el JPL. També va desenvolupar una sèrie d'altres prototips de sistemes d'armes, tals com el sistema de míssils antiaeris «Loki», i el precursor del coet sonda Aerobee. En diverses ocasions, va dur a terme proves de coets al White Sands Proving Ground, Edwards Air Force Base, i Goldstone, Califòrnia. Un mòdul d'aterratge lunar també es va desenvolupar en 1938-39 i va influir en el disseny del mòdul lunar Apollo en la dècada del 1960.
En 1954, el JPL es va associar amb els enginyers de Wernher von Braun a l'Army Ballistic Missile Agency de Redstone Arsenal a Huntsville, Alabama, per proposar la posada en òrbita d'un satèl·lit durant l'Any Geofísic Internacional. L'equip va perdre aquesta proposta davant del Projecte Vanguard, i en el seu lloc es va embarcar en un projecte classificat per demostrar la tecnologia de reentrada ablativa utilitzant un coet Júpiter-C. Van realitzar tres vols suborbitals amb èxit en 1956 i 1957. Utilitzant un Juno I de recanvi (un Júpiter-C modificat amb una quarta etapa), les dues organitzacions van llançar llavors el primer satèl·lit dels Estats Units, l'Explorer 1, el 31 de gener de 1958.

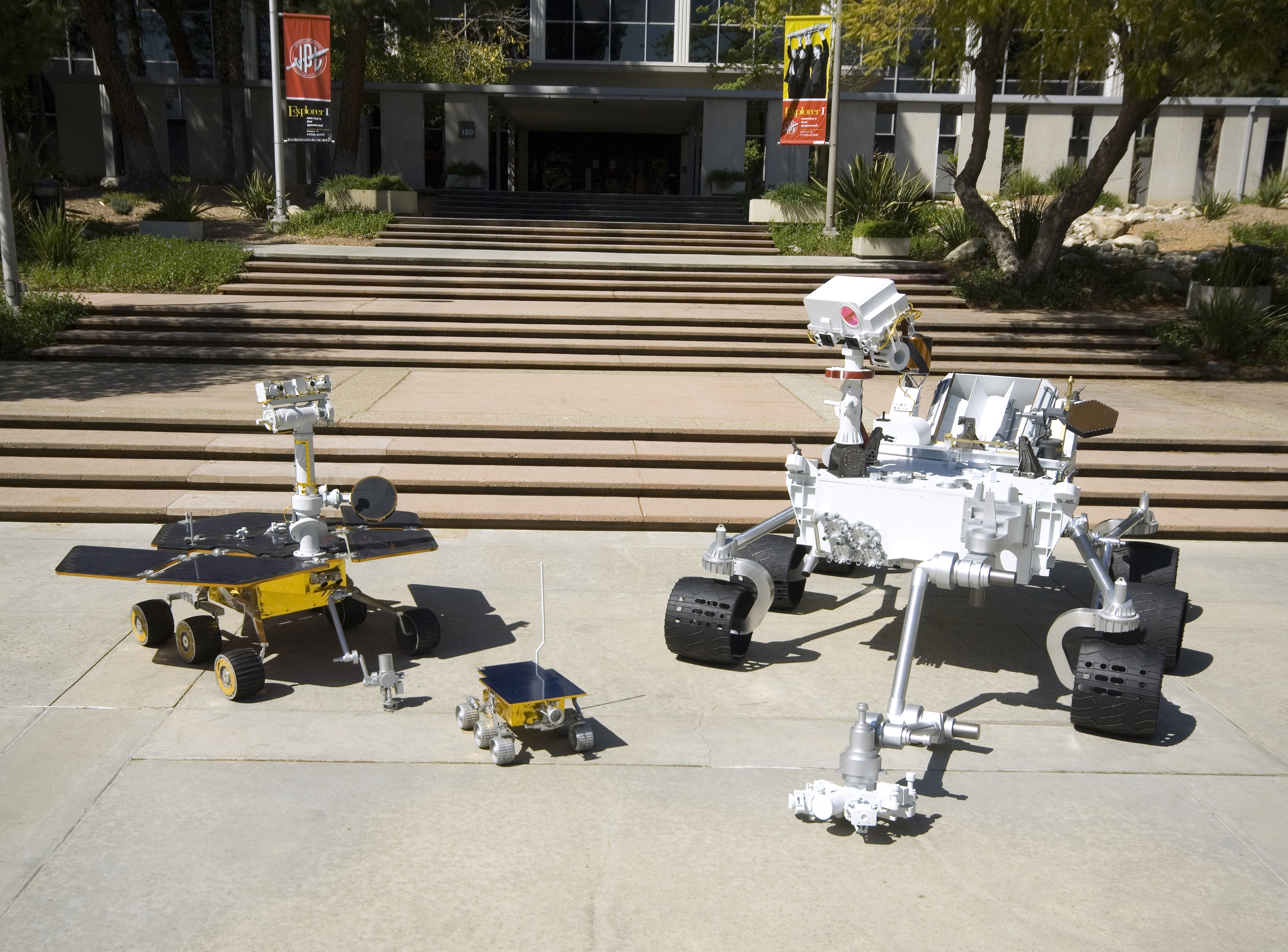
Model del JPL comparat amb el Mars Exploration Rover i el rover Sojourner pel Jet Propulsion Laboratory el 12 de maig de 2008.

El JPL va ser transferit a la NASA el desembre de 1958, convertint-se al principal centre de naus espacials planetàries de l'agència. Els enginyers del JPL van dissenyar i van operar les missions Ranger i Surveyor a la Lluna que van preparar el camí per al Apollo. El JPL també va liderar els viatges d'exploració interplanetària amb les missions Mariner a Venus, Mart i  Mercuri. El 1998, el JPL va crear l'Oficina del Programa d'Objectes Propers a la Terra per a la NASA. A partir del 2013, ha trobat el 95% dels asteroides d'un quilòmetre o més de diàmetre que creuen l'òrbita de la Terra.
El JPL va ser el primer a emprar dones matemàtiques. A les dècades de 1940 i 1950, utilitzant calculadores mecàniques, les dones d'un grup de càlcul exclusivament femení feien càlculs de trajectòries. En 1961, el JPL va contractar a Dana Ulery com a primera dona enginyera per treballar juntament amb els enginyers masculins com a part dels equips de seguiment de les missions Ranger i Mariner.
El JPL ha estat reconegut en quatre ocasions per la Space Foundation: amb el premi Douglas S. Morrow Public Outreach Award, que s'atorga anualment a una persona o organització que hagi fet contribucions significatives a la conscienciació pública dels programes espacials , el 1998; i amb el John L. "Jack" Swigert, Jr., Premi a l'Exploració Espacial en tres ocasions: el 2009 (com a part de l'equip Phoenix Mars Lander de la NASA), 2006 i 2005.

## Ubicació

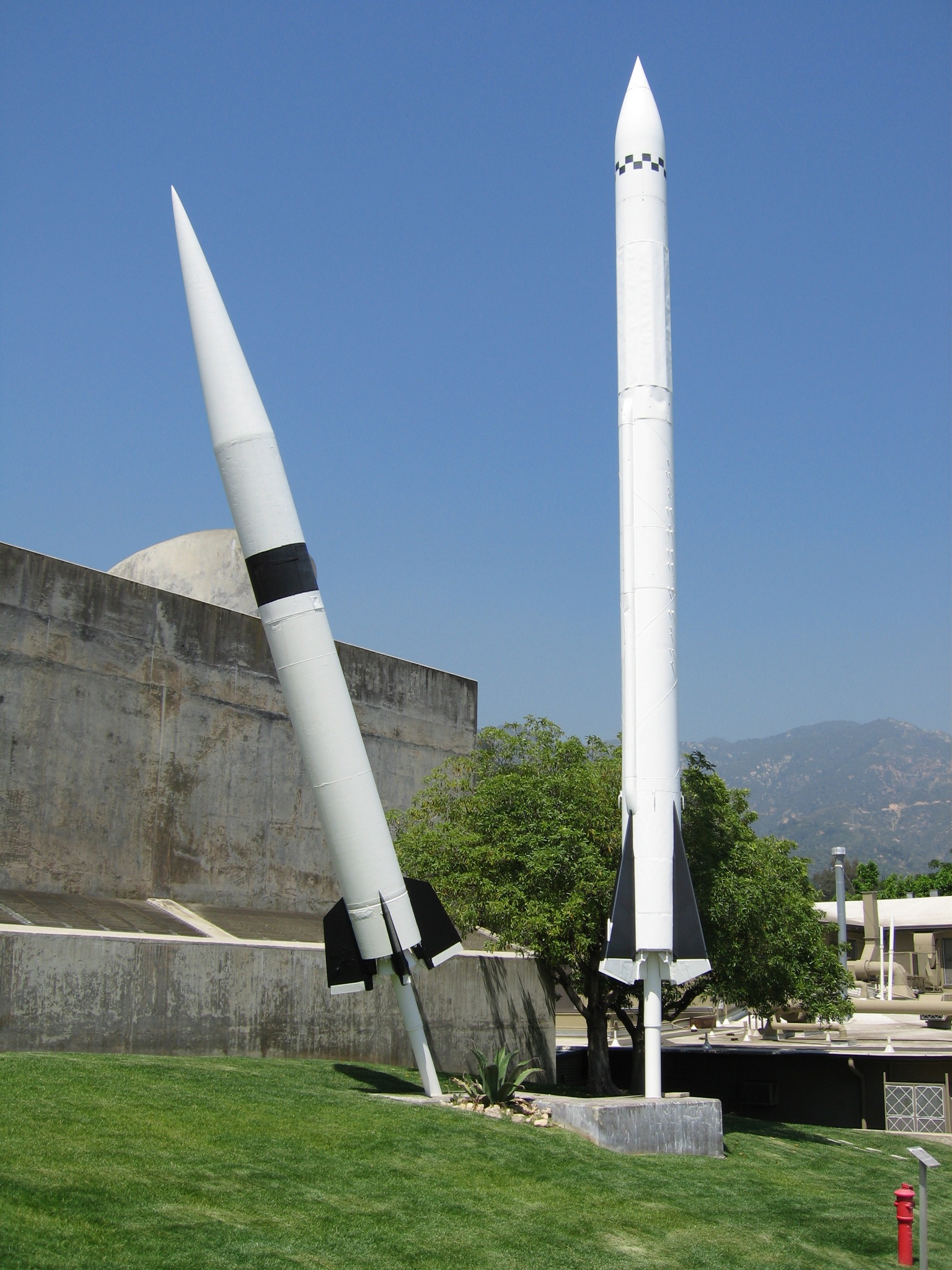
Coets de recerca exposats al JPL a l'abril de 2006.

Quan es va fundar, l'emplaçament del JPL estava immediatament a l'oest d'una plana d'inundació rocosa–la llera del Arroyo Seco- per sobre de la presa de Devil's Gate al corredor nord-oest de la ciutat de Pasadena al Sud de Califòrnia, prop de Los Angeles. Si bé els primers edificis es van construir en terrenys comprats a la ciutat de Pasadena, els edificis posteriors es van construir en terrenys veïns no incorporats que posteriorment van passar a formar part de La Cañada Flintridge. A l'actualitat, la major part de les 68 ha de propietat de la NASA propietat del Govern Federal dels Estats Units que conformen el campus del JPL es troba a La Cañada Flintridge. Tot i això, el JPL segueix utilitzant l'adreça de Pasadena (4800 Oak Grove Drive, Pasadena, CA 91109) com la seva adreça postal oficial. Hi ha hagut una rivalitat ocasional entre les dues ciutats sobre la qüestió de quina ha de ser esmentada als mitjans de comunicació com la seu del laboratori.

## Empleats

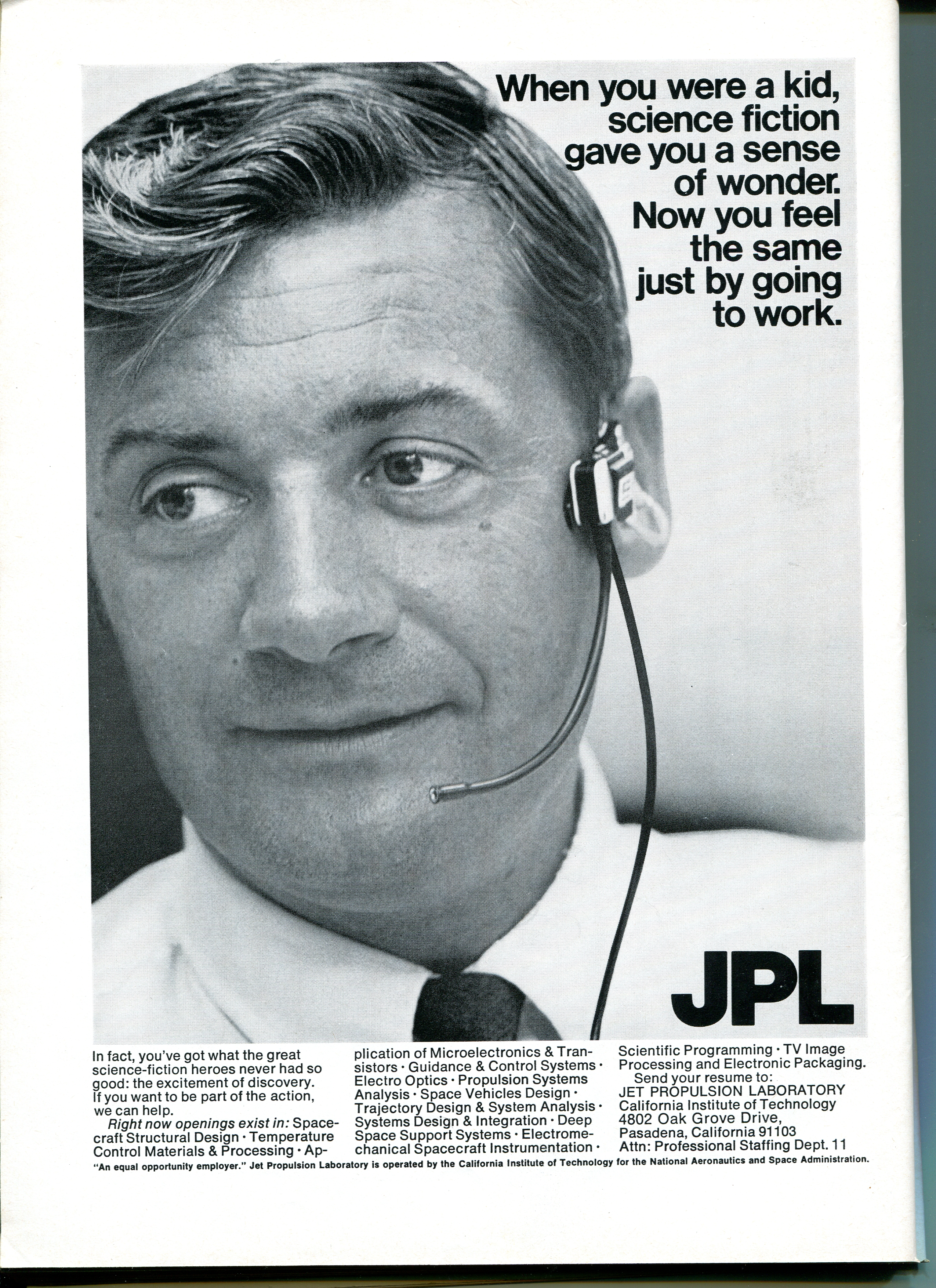
Un anunci del JPL de la dècada de 1960 diu: "Quan eres un nen, la ciència-ficció et donava una sensació de sorpresa. Ara sents el mateix en només anar a treballar".

Hi ha aproximadament 6.000 empleats de Caltech a temps complet, i normalment uns quants milers de contractistes addicionals treballant en un dia qualsevol. La NASA també té una oficina resident a les instal·lacions amb personal dels gestors federals que supervisen les activitats del JPL i treballen per a la NASA. També hi ha alguns estudiants de l'escola de postgrau de Caltech, estudiants universitaris de pràctiques i estudiants cooperatius.

## Finançament
El JPL és un centre de recerca i desenvolupament finançat amb fons federals dels Estats Units (FFRDC) gestionat i operat per Caltech en virtut d'un contracte de la NASA. L'any fiscal 2012, el pressupost del laboratori va ser lleugerament inferior a 1.500 milions de dòlars, i la majoria es va destinar al desenvolupament de la ciència i la tecnologia de la Terra.

## Llista de directors
- Dr. Theodore von Kármán, 1938 – 1944
- Dr. Frank Malina, 1944 – 1946
- Dr. Louis Dunn, 1946 – 1 març 1954
- Dr. William H. Pickering, 1 març 1954 – 31 març 1976
- Dr. Bruce C. Murray, 1 abril 1976 – 30 juny 1982
- Dr. Lew Allen, Jr., 22 juliol 1982 – 31 desembre 1990
- Dr. Edward C. Stone, 1 gener 1991 – 30 abril 2001
- Dr. Charles Elachi, 1 maig 2001 – 30 juny 2016
- Dr. Michael M. Watkins, 1 juliol 2016 - 20 agost 2021
- Dr. Larry D. James, 21 agost 2021 - 15 maig 2022
- Dr. Laurie Leshin, 16 maig 2022 - actualitat